# Château de Castelnoubel
 (décembre 2017).
Si vous disposez d'ouvrages ou d'articles de référence ou si vous connaissez des sites web de qualité traitant du thème abordé ici, merci de compléter l'article en donnant les références utiles à sa vérifiabilité et en les liant à la section « Notes et références ».
Le château de Castelnoubel est un château fort sur un promontoire au-dessus du vallon du Mondot à Saint-Denis de Lasgourgues près de Bon-Encontre. 

## Histoire
Le promontoire sur lequel a été élevé ce château a été occupé depuis le Xe ou XIe siècle. La construction du château actuel a commencé à la fin du XIIIe siècle. Peut-être a-t-il succédé à un castrum avec des palissades en bois bordant les falaises. Il est cité dans le serment de fidélité de la baylie de Puymirol au lieutenant du roi de France, en 1270. Le serment donne la limite entre la baylie de Puymirol et celle d'Agen dont faisait partie le château. Il ne reste à peu près rien de ce château du XIIIe siècle qui a été remplacé par celui construit à partir du XIVe siècle.

### La famille de Marmande
Le château appartenait à la famille de Marmande. Le premier seigneur connu du château est Arnaud de Marmande. Il est cité en 1268 avec son fils, Raymond de Bouglon, pour avoir attaqué, pris et soumis au pillage le château de Castelgaillard appartenant aux frères Raymond et Bertrand de Bréville. Le comte Alphonse de Poitiers demanda au sénéchal d'Agenais de traiter rapidement cette affaire. Arnaud de Marmande fait hommage au représentant du roi de France en 1271 quand il prend possession de l'Agenais pour les châteaux d'Escassefort, de Virazeil et la terre de Longueville. Arnaus de Marmande a profité d'une disposition de la coutume d'Agen permettant aux bourgeois de la ville de bâtir des maisons munies de tours sur son territoire pour commencer la construction du château de Castelnoubel.
En 1279, Philippe le Hardi a relevé de leur serment les villes et barons de l'Agenais. L'Agenais est alors plongé dans la guerre entre seigneurs essayant d'agrandir leurs domaines.
En 1306, un Arnaud de Castelnoubel, fils d'Arnaud de Castelnoubel, ayant agrandi son domaine aux dépens de la juridiction d'Agen, s'est arrogé le droit de haute et basse justice. L'Agenais étant passé sous domination du roi d'Angleterre, les consuls d'Agen portent plainte auprès de lui. Le roi d'Angleterre demanda une enquête en 1311, mais Arnaud de Marmande se mit du côté du roi anglais. Ce dernier lui écrit en 1315 pour lui recommander ses envoyés, Amaury de Créon et Amanieu VII d'Albret.
Un membre de la famille, Pierre de Marmande, est sénéchal d'Agenais pour le roi d'Angleterre entre 1316 et 1323. Vers 1321, Arnaud de Marmande est convoqué par le roi d'Angleterre avec ses armes et chevaux. Le roi d'Angleterre Édouard II écrit aux seigneurs d'Agenais le 30 septembre 1324 pour lutter contre le roi de France pendant la querelle de Guyenne. Un Arnaud de Marmande, seigneur de Taillecavat, probablement le même, a reçu des lettres de rémission en 1326, signées en 1327 par le roi de France Charles IV pour ses délits commis dans sa rébellion contre le roi de France. Un parent d'Arnaud de Marmande, Raymond Bernard de Marmande, seigneur de Lusignan et de Virazeil a fait une pétition au roi de France pour la destruction de ses châteaux abattus par les Français.

### La famille de Durfort

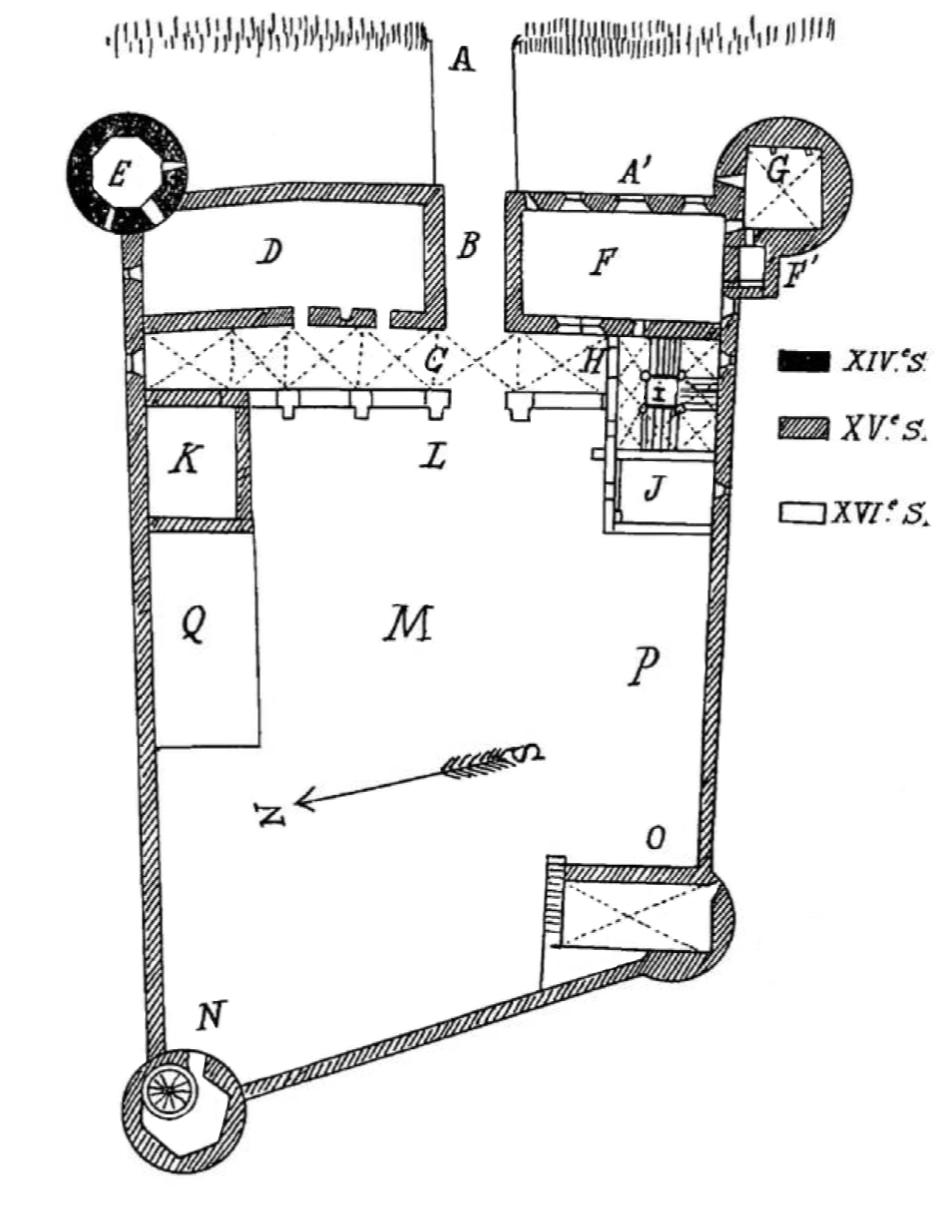
Plan du château de Castelnoubel
(Revue de l'Agenais - 1911).

Les Marmande étant restés fidèles aux rois d'Angleterre, ils perdirent leurs châteaux. Castelnoubel passa aux Durfort. Le 29 août 1351, Charles le Mauvais, roi de Navarre, lieutenant du roi de France en Gascogne, a donné à Arnaud de Durfort la juridiction haute et basse à Bajamont et Castelnoubel, excepté la souveraineté. Arnaud de Durfort était le petit-fils d'un Rainfroid de Durfort qui avait lutté contre la ville d'Agen pour augmenter ses domaines. Le roi de France avait saisi les biens d'Arnaud de Durfort en 1338 pour avoir combattu au côté des Anglais et les avait donnés à Guillaume Amanieu de Madaillan, seigneur de Rauzan, dont les terres étaient occupées par les Anglais. Mais cette saisie n'a pas pu avoir lieu car Arnaud de Durfort avait renforcé les fortifications de Bajamont dès 1341. Le château de Bajamont avait été assiégé en 1346 par le sénéchal d'Agenais, Robert de Houdetot, qui est battu et fait prisonnier. Charles le Mauvais lui a accordé le même jour le pardon du roi pour en faire son allié. Les consuls d'Agen protestèrent énergiquement car ils se  souvenaient de leur défaite devant Bajamont le 28 juillet 1346 et de la rançon de 10 000 livres tournois qu'ils avaient dû payer. Les consuls ne sont pas restés inactifs devant cette donation et veulent conserver l'intégralité de la juridiction de la ville. Ils font placer des panonceaux aux armes du roi de France aux limites de la juridiction par le bailli royal mais qui sont renversés par Arnaud de Durfort. Ce dernier n'est pas resté longtemps fidèle au roi de France. Les consuls se plaignent au roi de France en 1352 qui décida de réunir l'Agenais au domaine de la Couronne, mais la défaite de Poitiers et le traité de Brétigny refit passer l'Agenais dans la mouvance anglaise en 1360. Les seigneurs, dont Arnaud de Durfort, et les paroisses d'Agenais doivent prêter serment de fidélité au roi d'Angleterre dans la cathédrale de Bordeaux en 1363. Arnaud de Durfort en a profité pour agrandir ses domaines près de Castelnoubel. Les consuls d'Agen protestèrent contre ces usurpations. En 1364, le Prince Noir ordonna de faire droit à leur requête. Cette ordonnance n'a pas été appliquée.
Arnaud de Durfort était mort en 1360 ou 1361. Son fils, Arnaud hérita de ses biens. Ce dernier a servi sous la bannière anglaise et sous l’étendard du roi de France. En 1364, il a traité avec le comte d'Armagnac et promis de rendre hommage au roi de France Charles V. L'ordonnance de 1364 n'ayant pas été appliquée, une transaction a été faite en 1369 entre les consuls d'Agen et Arnaud de Durfort. Cette transaction est ratifiée par le Prince Noir le 23 janvier 1370, mais dès février la plupart de l'Agenais est contrôlé par le comte d'Armagnac. Le 3 août 1370, Arnaud de Durfort fait sa soumission au roi de France. Louis d'Anjou confirma alors une donation de 100 livres de rente faite par Charles le Mauvais. En 1379, il a reçu du fils du roi d'Angleterre tous les biens et revenus confisqués des rebelles sur le territoire de Durfort. 
Le 31 mars 1384, Arnaud de Durfort fait son testament au profit de Rainfroid de Durfort. À la fin du XIVe siècle le seigneur de Castelnoubel a la confiance du comte d'Armagnac.
Les Durfort ont profité des guerres pour augmenter leurs domaines. En 1372 on trouve un Jean de Durfort seigneur de Laroque-Timbaut et Gavaudun. Jean de Durfort étant mort sans héritier mâle, par mariage, Gavaudun est entré dans la famille de Lustrac, Laroque-Timbaut dans les Durfort de Bajamont et Castelnoubel.
On trouve ensuite Jean de Durfort, surnommé le Roux, frère de Rainfroid et fils d'Arnaud de Durfort apanagé du château de Castelnoubel. Le 27 juillet 1419 il est écuyer d'écurie du roi. Il occupe encore cette fonction en 1423. Il semble avoir été toujours fidèle au roi de France. Charles VII a nommé le comte de Foix gouverneur du Languedoc. Il choisit 60 hommes d'armes fidèles dans l'Agenais, avec le sénéchal d'Agenais, Amanieu de Montpezat. Jean de Durfort est cité dans la montre de la compagnie du sénéchal, le 8 octobre 1425. Il participa à l'escalade de la ville de Marmande en 1426. Il est capitaine de la ville de Puymirol le 2 juin 1426. Jean de Durfort, seigneur de Cstelnoubel et Mérens, est qualifié de chevalier Banneret dans la montre de la compagnie de Raymond-Bernard de Montpezat, fils du sénéchal Amanieu de Montpezat et Jeanne de Béarn, le 18 novembre 1435, à Agen. Avec lui, il prend Castelmoron et Lusignan. Ces deux chevaliers ont suivi Rodrigue de Villandrando jusqu'en Béarn en 1439. En 1440, ils ont participé à la prise de Monségur, Clairac et Damazan.
Jean de Durfort a probablement eu des dettes vis-à-vis de Raymond-Bernard de Montpezat car il lui a fait une donation sur ses biens en 1437. Elle n'a pas été suivie d'effet mais a transmis aux Montpezat des droits sur la seigneurie de Castelnoubel. Jean de Durfort continua à jouir de son domaine de Castelnoubel.
Si le conflit entre les Durfort de Castelnoubel et les consuls d'Agen s'était calmé pendant la période des guerres, les consuls d'Agen firent acte de juridiction sur les limites non contestées de leur territoire. Ils tinrent deux journées en juillet 1467 pour tenir des audiences près de Castelnoubel et obtenir le serment des populations.
Après les révoltes successives des comtes d'Armagnac, des troupes royales stationnent dans l'Agenais en 1472 avant de marcher contre Lectoure. Jean de Durfort étant resté fidèle à Jean V d'Armagnac, c'est peut-être à cette date que le château de Castelnoubel est ruiné. Du château construit au XIIIe et XIVe siècles il ne restait que la tour ronde du côté nord. Le 11 août 1473, Jean de Durfort a ratifié en faveur de Charles de Montpezat, fils de Raymond-Bernard de Montpezat, l'acte de donation de 1437. Il est mort peu après à près de cent ans, sans postérité.
Malgré cette donation, le fils de Rainfroid de Durfort, frère de Jean, Bertrand de Durfort se dit seigneur de Castelnoubel. Bertrand marié à Judith de Lautrey eut deux fils, Arnaud et Jean. Jean a été prieur de la collégiale Saint-Caprais. Arnaud de Durfort s'est marié en 1458 avec Antoinette de Gourdon dont il eut six enfants, François, Jean, Robert, Étienne, Catherine et Antoinette. Il fut un chambellan du roi Louis XI. En 1476, Louis XI l'autorisa à reconstruire le château et le moulin de Gimat et Esparsac en Lomagne. Le 7 novembre 1477, il a acheté la seigneurie de Lafox à Jean Bérard, président du parlement de Bordeaux, et rend hommage au roi en janvier 1478 pour cette terre. L'achat de cette terre l'a obligé à faire une transaction avec le chapitre de la cathédrale Saint-Étienne pour fonder la psallette conformément au testament de l'évêque d'Agen, Pierre Bérard. Dans le testament qu'il fit l'année suivante, Arnaud de Durfort se qualifie de capitaine d'hommes d'armes des ordonnances du roi de France, lieutenant de Monseigneur de Grignan, maréchal de France, seigneur de Bajamont, Laroque-Timbaut, Fauguerolles, Frespech, Lafox, Clermont-Dessus, en partie, Monbalen, Castelnoubel, Mérens, La Gausie dans le diocèse d'Agen, et des baronnies de Gimat et Esparsac dans la sénéchaussée de Toulouse. Il institue son héritier général son fils aîné, François, et en cas de décès sans enfants mâles, il lui substitue son quatrième fils, Étienne, à qui il a transmis les baronnies de Gimat et Esparsac. Il meurt en juin 1478 alors qu'il combat dans les troupes du roi en Picardie.
François de Durfort a été un bâtisseur. Il a restauré, agrandi et fortifié le château de Lafox. Il a relevé le château de Castelnoubel qui n'était plus que ruines depuis 1472. Quand le seigneur de Castelnoubel demanda à la population de participer à la reconstruction du château, elle répondit activement. Aussi, quand les consuls d'Agen demandèrent à la population des villages autour du château de participer à des corvées pour relever les remparts de la ville, elle refusa prétextant que dans les temps de guerre elle se réfugiait au château de Castelnoubel. Les consuls d'Agen ont porté cette affaire devant le parlement de Bordeaux qui prit son temps pour trancher finalement en faveur des consuls au début du XVIe siècle. La sœur de François, Catherine, se maria avec Antoine de Lustrac. Robert de Durfort se fit chevalier de Malte et donna tous ses biens à son frère en 1488. L'autre sœur se maria avec Jean du Mayne, seigneur d'Escandaillac en 1491. François de Durfort fit son testament le 3 octobre 1493 et mourut peu après. C'est le frère cadet, Étienne qui hérita des biens.
Étienne de Durfort hérita des seigneuries de Castelnoubel et Mérens, mais elles lui sont disputées par Guy de Montpezat à la fin du XVe siècle en vertu de la donation de 1437 faite par Jean de Durfort à Raymond-Bernard de Montpezat. Pour conserver ces deux seigneuries, Étienne de Durfort transigea. Il demanda la main de Françoise de Montpezat, sœur de Guy. Le contrat de mariage du 25 mars 1498 prévoit que Guy de Montpezat renonçait à ses prétentions sur Castelnoubel et Mérens. En 1500, son frère, Jean de Durfort lui céda ses droits contre les baronnies de Gimat et d'Esparsac en Lomagne. Françoise de Montpezat est morte quelques années plus tard. Étienne de Durfort se remaria avec Rose de Montesquieu, veuve de Bernard Jourdain de l'Isle, seigneur de Lamothe. Le 8 octobre 1529 il fit son testament. Il a eu six enfants, Antoine, Alain, Jean, Arnaud, Jeanne et Catherine. Antoine étant mort jeune, il a fait d'Alain son héritier universel. Jeanne de Durfort s'est mariée en 1519 avec Arnaud-Guilhem d'Ornezan. Rose de Montesquieu pouvait résider dans un des châteaux, Lafox, Castelnoubel et Mérens. Étienne de Durfort est mort en 1532 ou 1533.
Le 9 juillet 1535, Alain de Durfort a signé son contrat de mariage avec Françoise de Montal. Alain de Durfort entreprit alors ses châteaux de Lafox et de Castelnoubel. À Castelnoubel, il a adossé au château construit à la fin du XVe siècle deux galeries superposées desservies par un escalier monumental. Alain de Durfort a continué les actions de ses ancêtres contre les consuls d'Agen. À la même époque, un cousin, Jean de Durfort, fils de Jean de Durfort qui était le frère d'Étienne de Durfort et avait cession de ses droits en 1500, oncle d'Alain de Durfort, réclamait tous ses droits contre son cousin car son père était l'aîné après la mort de François.  En 1554, Le Grand Conseil donna raison à Jean de Durfort, mais Alain argumenta sur le fait que Castelnoubel et Mérens était entré dans son patrimoine par les Montpezat, ce que le conseil confirma. Castelnoubel et Mérens sont restés dans le patrimoine d'Alain de Durfort. Il est mort avant la fin du procès. Il avait eu de son mariage trois enfants, René, François, et une fille, Philippe. Il avait transmis tous ses biens à François et les seigneuries de Gimat et Esparsac à René. Quand ce dernier est mort sans postérité, il a fait de son frère l'héritier de ses biens et donné 1 000 livres tournois à sa sœur Philippe.
En 1572, François de Durfort devint sénéchal d'Agenais. Pendant les guerres de religion, il a été avec l'évêque d'Agen, Janus Frégose, le marchand plusieurs fois consul, Martial de Nort et Blaise de Monluc, un des plus fermes soutiens de la religion catholique dans l'Agenais.
Vers 1570, François de Durfort vendit avec faculté de rachat ses seigneuries de Castelnoubel et Mérens à Hermann de Raffin, fils d'Arnaud de Raffin, et fondateur de la branche des Raffin de Hauterive.
En février 1573, François de Durfort put rembourser Hermann de Raffin le principal de 2 000 livres pour récupérer le château de Castelnoubel. En 1576, sa sœur, Philippe de Durfort s'est mariée avec Jacques de Chavagnac, seigneur de la Liève et de Mongourt. Elle réclama sa part d'héritage. François de Durfort et sa sœur ont finalement préféré transiger plutôt que de faire un procès. François de Durfort est mort au mois de février 1585, sans postérité. Il avait fait un testament le 29 juin 1569 mais l'avait si bien caché dans une tour de Castelnoubel qu'il a été difficile à trouver. Sa sœur le fit rechercher. Le testament désignait comme héritier son frère René, et s'il était mort sans descendance, sa sœur Philippe. Mais celle-ci est morte sans descendance en 1587.
L'héritage est réclamé par sa cousine germaine, Anne d'Ornezan, fille d'Arnaud-Guilhem d'Ornezan et de Jeanne de Durfort, une sœur d'Alain de Durfort. L'héritage étant aussi réclamé par Amanieu de Durfort, elle décida de céder ses droits à Jeanne d'Antin, fille d'Arnaud, baron d'Antin, sénéchal et gouverneur de Bigorre, et d'Anne d'Andouin, femme de messire Hector de Pardaillan, seigneur de Montespan et de Gondrin, conseiller d'État. Le procès de la succession laissa Castelnoubel et Mérens à Jeanne d'Antin.
Le 10 août 1589, les troupes de la Ligue commandées par le marquis de Villars, Emmanuel Philibert des Prez, occupèrent, pillèrent et saccagèrent le château de Castelnoubel. La possession de Castelnoubel a été confirmée à Jeanne d'Antin par un arrêt à la fin du XVIe siècle. Elle ne garda pas le château longtemps car elle l'a vendu le 9 octobre 1608 à messire Arnaud de Gasq, en même temps que la terre de Mérens.

### Famille de Secondat
Arnaud de Gasq a probablement vendu à Jacob de Secondat la terre de Castelnoubel. En 1619, Jacob de Secondat a pris le titre de seigneur de Castelnoubel. Il était né à Agen le 22 décembre 1576. Il était le quatrième fils de Jean de Secondat et d'Éléonore de Brénieu. Il s'était appelé successivement Roques, puis Sérignac, et après la mort de son frère Henri, Montesquieu. Cette dernière terre avait été élevée en baronnie en sa faveur. Il s'est marié le 9 mars 1610 avec Marguerite de Sevin dont il a eu trois enfants. Il a fait son testament le 19 juillet 1619.
Le fils aîné, Jean-Baptiste-Gaston de Secondat est son héritier universel. 
Marguerite de Sevin s'est remariée avec Jean du Bernet, premier président du parlement de Bordeaux. Ils n'ont pas eu de descendance. Anne du Bernet, seconde fille de Joseph du Bernet s'est mariée en 1634 avec Jean-Baptiste de Secondat, seigneur et baron de Montesquieu et de Castelnoubel. Entré dans la magistrature, il a été pourvu d'une charge de président à mortier du parlement de Bordeaux, le 9 avril 1653.
Son frère Henri s'est marié avec Angélique marie de Rance et a reçu la seigneurie de Castelnoubel. Mort sans héritier, la seigneurie de castelnoubel est retournée à son frère, Jean-Baptiste de Secondat qui est mort à Bordeaux, le 2 août 1678.
Son fils Jean-Baptiste de Secondat lui succéda et fut seigneur de Castelnoubel, Talence et Raymond. Il a eu la charge de président à mortier du parlement de Bordeaux. 

### Famille Pascault de Poléon
Jean-Baptiste de Secondat vendit le château de Castelnoubel à Louis Pascault de Poléon vers 1700. Louis Pascault de Poléon, chevalier, seigneur de Chaban et de Castelnoubel, est mort le 1er août 1711 au château de Castelnoubel.
Le testament de 1710 a fait de Jean César Pascault de Poléon, son neveu, l'héritier de Castelnoubel. Cet acte précise les substitutions en cas de décès de Jean César Pascault sans postérité. Le château doiT revenir ensuite à son frère, seigneur de Villars, et s'il n'a pas d'enfants, à François Alexandre de Galard de Béarn, comte de Brassac, son cousin germain.
La seigneurie de Castelnoubel va se trouver partagée entre quatre membres de la famille Pascault de Poléon. Des contestationS s'étant élevées entre elles, elle choisirent de trouver une solution amiable. La terre fut vendue par licitation. Elle fut rachetée par Louis-Auguste Pascault de Poléon. À la Révolution il n'émigra pas et a évité que ses biens soient saisis comme biens d'émigrés. Il est mort le 13 mai 1811.
Il a laissé pour héritière unique sa fille, Augustine-Pauline-Evelina Pascault de Poléon, mariée à Pierre-Auguste Gascard, chevalier de l'ordre royal et militaire de Saint-Louis, receveur particulier des contributions directes à Montreuil-sur-mer. Plusieurs créanciers s'étant présentés, il fut décidé de vendre le château. 

### Le château auXIXesiècle
Le château est vendu en 1817 à Pierre Loubat, marchand à Bordeaux. Ce dernier, après avoir vendu plusieurs parcelles, vendit le reste à Joseph-Marie-Étienne Giraud, chevalier des Écherolles, qui était alors secrétaire général de la préfecture d'Agen. Monsieur des Écherolles s'était marié en 1807, en Espagne, avec Marie-Louis-Lucienne de Leygonie.
M. des Écherolles est mort à Paris le 31 juillet 1865. Le château de Castelnoubel est alors passé entre les mains de ses enfants, et finalement la part de la comtesse Hélène des Écherolles, née à Saint-Gaudens le 18 juin 1818 quand son père y était sous-préfet. Après la mort de son père, elle s'installa au château de Castelnoubel. S'y trouvant seule, elle y invita une amie, Félicie d'Ayzac, dont elle avait fait la connaissance à la Maison d'éducation de la Légion d'honneur de Saint-Denis, et qui vint s'y installer en 1868. Les deux femmes vont s'occuper du soin des pauvres et des malades et y recevoir un ami chaque année pour passer ses vacances, ancien aumônier de Saint-Denis, devenu évêque puis cardinal Mgr Meignan.
Félicie d'Ayzac est morte le 26 mars 1881 au château de Castelnoubel. Après la mort d'Hélène des Écherolles, le château de Castelnoubel passa à sa nièce, mademoiselle de Leygonie qui s'est mariée avec monsieur Pardo, d'une famille originaire du Venezuela.
Des aménagements néogothiques ont été faits au XIXe siècle.

### Monument historique
Le château est inscrit au titre des monuments historiques le 8 août 1966.